# 忻州
忻州（きんしゅう）は、中国にかつて存在した州。隋代から民国初年にかけて、現在の山西省忻州市一帯に設置された。

## 概要
598年（開皇18年）、隋により秀容県に忻州が置かれた。607年（大業3年）に州が廃止されて郡が置かれると、忻州は廃止され、秀容県は雁門郡に編入された。608年（大業4年）、楼煩郡が置かれると、秀容県は楼煩郡に編入された。
618年（武徳元年）、唐により隋の楼煩郡秀容県の地に忻州が置かれた。742年（天宝元年）、忻州は定襄郡と改称された。758年（乾元元年）、定襄郡は忻州の称にもどされた。忻州は河東道に属し、秀容・定襄の2県を管轄した。
北宋のとき、忻州は河東路に属し、秀容・定襄の2県を管轄した。
金のとき、忻州は河東北路に属し、秀容・定襄の2県と忻口・雲内・徒合・石嶺の4鎮を管轄した。
元のとき、忻州は冀寧路に属し、秀容・定襄の2県を管轄した。
明のとき、忻州は太原府に属し、定襄県1県を管轄した。
1724年（雍正2年）、清により忻州は直隷州に昇格した。忻州直隷州は山西省に属し、定襄・静楽の2県を管轄した。
1912年、中華民国により忻州直隷州は廃止され、忻県と改められた。